# Agnes Straub
Agnes Josephine Straub (née le 2 avril 1890 à Munich, morte le 8 juillet 1941 à Berlin) est une actrice allemande.

## Biographie
Agnes Straub monte pour la première sur une scène à 13 ans à Dachau. Après une formation de comédienne, elle obtient à 18 ans le rôle de Sappho dans la pièce de Franz Grillparzer. Elle a ensuite des engagements à Bonn, Königsberg, Vienne et Berlin.
Elle devient célèbre dans la capitale, à l'exemple d'Elisabeth Bergner ou Grete Mosheim. Elle joue notamment au Berliner Staatstheater, au Theater am Schiffbauerdamm, à la Volksbühne, au Deutsches Theater ou Schillertheater. En 1932, elle est la première tragédienne à porter la topaze Louise Dumont.
À partir de 1925, elle travaille le plus souvent avec son compagnon Leo Reuss, acteur et metteur en scène. Pour protéger cet homme d'origine juive, elle fonde dans les années 1930 l'Agnes-Straub-Theater, en collaboration avec le Theater am Kurfürstendamm ; l'ensemble joue dans les deux théâtres sous le nom d'Agnes-Straub-Ensemble. Après un scandale théâtral à Stettin en 1935, Reuss est interdit de travail en Allemagne et doit émigrer bientôt.
En 1938, Agnes Straub a un grave accident de voiture qui met à fin à sa carrière ; elle mourra de ses blessures trois ans plus tard.

## Filmographie
- 1919 : Die Himmelskönigin
- 1919 : Die Teufelskirche
- 1920 : Um der Liebe willen
- 1920 : L'Alcade de Zalamea (de) (Der Richter von Zalamea)
- 1920 : Der Schädel der Pharaonentochter
- 1921 : Der Roman der Christine von Herre
- 1921 : Am roten Kliff
- 1921 : Aus dem Schwarzbuch eines Polizeikommissars
- 1922 : Der Graf von Essex
- 1922 : Boris Godounov
- 1922 : Fridericus Rex
- 1923 : Zwischen Abend und Morgen
- 1923 : Der Weg zu Gott
- 1923 : Guillaume Tell
- 1925 : Le Canard sauvage
- 1927 : Primanerliebe
- 1930 : Alraune
- 1934 : Die vier Musketiere
- 1936 : Le Cuirassé Sebastopol
- 1936 : Fridericus
- 1937 : La Citadelle de Varsovie
- 1938 : Nanu, Sie kennen Korff noch nicht?

## Source de la traduction
- (de) Cet article est partiellement ou en totalité issu de l’article de Wikipédia en allemand intitulé « Agnes Straub » (voir la liste des auteurs).